# Litra F
 Denne artikel omhandler rangerlokomotiverne leveret til DSB mellem 1898 og 1949. For andre betydninger af Litra F, se Litra F (flertydig).
Litra F  er et dansk damplokomotiv. Der blev i årene 1898 til 1949 bygget 120 stk. af denne lokomotivtype til DSB.
Lokomotivet er et tenderlokomotiv, hvilket vil sige at det medbinger kul og vand på selve lokomotivet, frem for i en separat tender.
Lokomotivtypen afløste og supplerede det lille to-koblede rangerlokomotiv litra Hs og blev brugt til rangering på næsten alle DSB's stationer. Mellem 1930 og 1945 suppleredes F-maskinerne med 15 stk. af den større fire-koblede Litra Q. De sidste F-maskiner blev leveret til DSB i 1949.
Lokomotivet kunne trække et godstog på 480 tons.

## Galleri
- F 654, Kappel (Sydslesvig), 06.07.2008
- F 654, Kappel (Sydslesvig), 06.07.2008
- F 654, Kappel (Sydslesvig), 06.07.2008
- F 694 på Jernbanemuseet i Odense